# Prix des libraires
Il Prix des libraires è un premio letterario francese assegnato annualmente a un romanzo scritto in lingua francese.
Istituito nel 1955 dalla Fédération Française des Syndicats de Libraires, l'opera vincitrice è selezionata da una giuria composta da più di 2000 librai indipendenti.

## Albo d'oro
- 1955: Michel de Saint-Pierre, Gli aristocratici (Les Aristocrates)
- 1956: Albert Vidalie, La Bonne Ferte
- 1957: Françoise Mallet-Joris, Les Mensonges
- 1958: Jean Bassan, Nul ne s'évade
- 1959: Georges Bordonove, Deux cents chevaux dorés
- 1960: Georges Conchon, La Corrida de la victoire
- 1961: Andrée Martinerie, Quegli altri giorni (Les Autres Jours)
- 1962: Jean Anglade, La Foi et la Montagne
- 1963: José Cabanis, Les Cartes du temps
- 1964: Pierre Moinot, Le Sable vif
- 1965: Jacques Peuchmaurd, Le Soleil de Palicorna
- 1966: Jacques Perry, Vie d'un païen
- 1967: Catherine Paysan, Les Feux de la Chandeleur
- 1968: Paul Guimard, Le cose della vita (Les Choses de la vie)
- 1969: René Barjavel, La notte dei tempi (La Nuit des temps)
- 1970: Georges-Emmanuel Clancier, L'Éternité plus un jour
- 1971: Anne Hébert, Kamouraska
- 1972: Didier Decoin, Abraham de Brooklyn
- 1973: Michel Del Castillo, Le Vent de la nuit
- 1974: Michèle Perrein, Le Buveur de Garonne
- 1975: Herbert Le Porrier, Le Médecin de Cordoue
- 1976: Patrick Modiano, Villa triste
- 1977: Pierre Moustiers, Un crime de notre temps
- 1978: Jean Noli, La Grâce de Dieu
- 1979: Christiane Singer, La Mort viennoise
- 1980: Claude Michelet, Dai tordi ai lupi (Des grives aux loups)
- 1981: Claude Brami, Le Garçon sur la colline
- 1982: Serge Lentz, Les Années-sandwiches
- 1983: Serge Bramly, La Danse du loup
- 1984: Guy Lagorce, Le Train du soir
- 1985: Christian Dedet, La Mémoire du fleuve
- 1986: Robert Mallet, Ellynn
- 1987: Jacques Almira, La Fuite à Constantinople
- 1988: Yves Simon, Le Voyageur magnifique
- 1989: Michel Chaillou, La Croyance des voleurs
- 1990: Claude Duneton, Rires d'homme entre deux pluies
- 1991: Michelle Schuller, Une femme qui ne disait rien
- 1992: Ève de Castro, Ayez pitié du cœur des hommes
- 1993: Françoise Xénakis, Attends-moi
- 1994: Isabelle Hausser, Nitchevo
- 1995: Anne Cuneo, Le Trajet d'une rivière : la vie et les aventures parfois secrètes de Francis Tregian, gentilhomme et musicien
- 1996: Gilbert Sinoué, Il libro di zaffiro (Le Livre de Saphir)
- 1997: Philippe Delerm, Sundborn ou les Jours de lumière
- 1998: Jean-Guy Soumy, La Belle Rochelaise
- 1999: Marc Dugain, La stanza degli ufficiali (La Chambre des officiers)
- 2000: Jean-Pierre Milovanoff, L'Offrande sauvage
- 2001: Pierre Assouline, Double vie
- 2002: Fred Vargas, Parti in fretta e non tornare (Pars vite et reviens tard)
- 2003: Laurent Gaudé, La morte di re Tsongor (La Mort du roi Tsongor)
- 2004: François Vallejo, Groom
- 2005: Éric Fottorino, Korsakov
- 2006: Yasmina Khadra, L'attentatrice (L'Attentat)
- 2007: Muriel Barbery, L'eleganza del riccio (L'Élégance du hérisson)
- 2008: Delphine de Vigan, Gli effetti secondari dei sogni (No et moi)
- 2009: Dominique Mainard, Pour vous
- 2010: Laurent Mauvignier, Des hommes
- 2011: Victor Cohen Hadria, Les Trois Saisons de la rage
- 2012: Virginie Deloffre, Léna
- 2013: Yannick Grannec, La dea delle piccole vittorie (La Déesse des petites victoires)
- 2014: Valentine Goby, Kinderzimmer
- 2015: Léonor de Récondo, Amori (Amours)
- 2016: Thomas B. Reverdy, Il était une ville
- 2017: Cécile Coulon, Trois saisons d'orage
- 2018: Gaëlle Nohant, Légende d’un dormeur éveillé[5]
- 2019: Franck Bouysse, Nato da nessuna donna (Né d’aucune femme)
- 2020: Akira Mizubayashi, Âme brisée
- 2021: Miguel Bonnefoy, Héritage[6]
- 2022: Marie Vingtras, Blizzard[7]
- 2023: Gilles Marchand, Il soldato perduto (Le soldat désaccordé)[8]
- 2024: Éric Chacour, Ce que je sais de toi[9]
- 2025: Bérénice Pichat, La Petite Bonne[10]